# جوزيف ألبرز
جوزيف ألبرز (بالألمانية: Josef Albers)‏ (25 مارس 1888 - 25 مارس 1976)  كان فنان ألماني أمريكي وكان معلم ولقد عمل في أوروبا والولايات المتحدة، ولقد كانت الأسس التي وضعها في مجال التربية الفنية لها الأثر الكبير في تطور الحركة الفنية في القرن العشرين.

## عن حياته

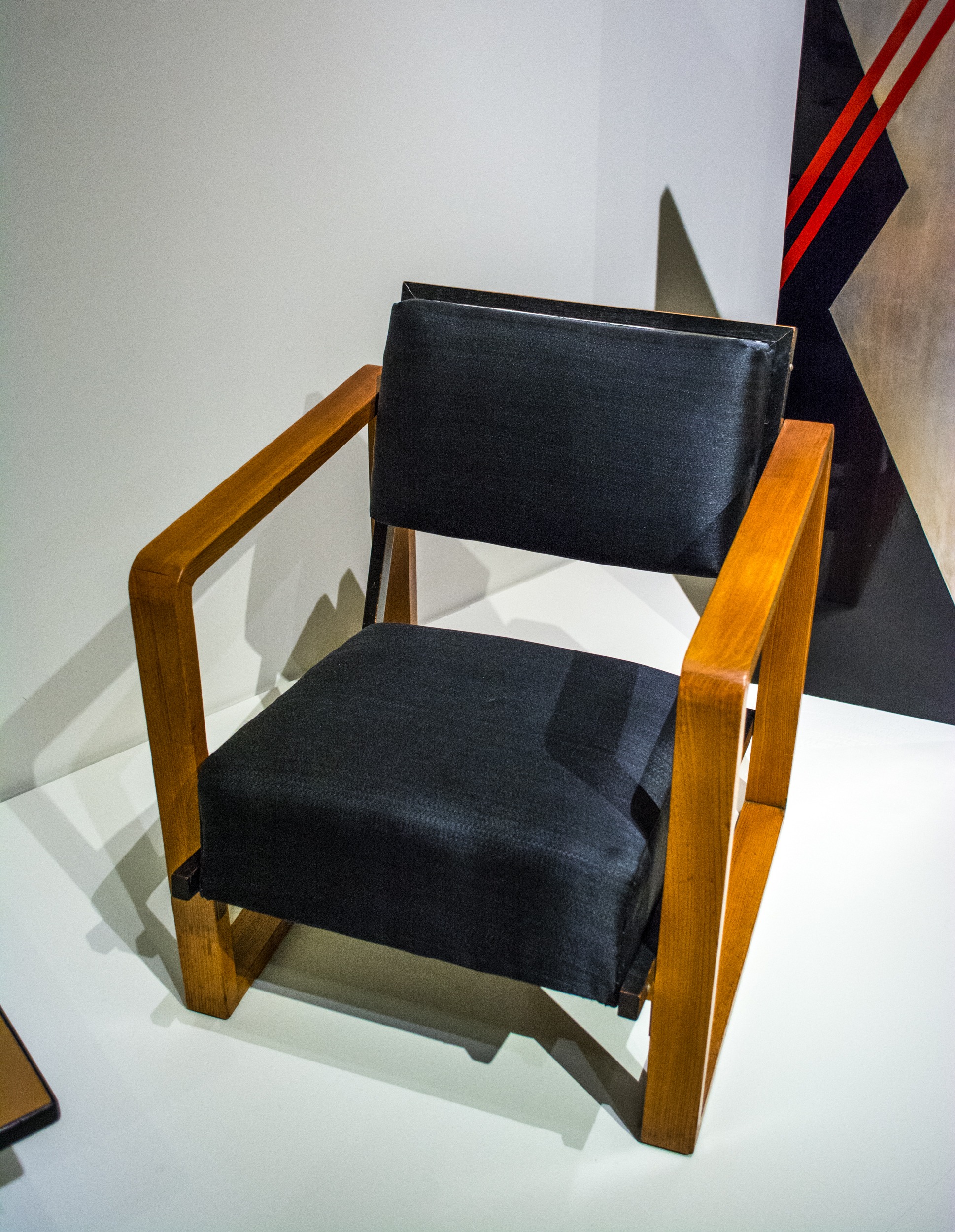
كرسي بذراعين من تصميم جوزيف ألبرز معروض كجزء من معرض " عصر الجاز " في متحف كليفلاند للفنون في كليفلاند ، أوهايو ، في الولايات المتحدة.

ولد ألبرز في عائلة كاثوليكية في بوتروب، ستفاليا، ألمانيا. كان يعمل معلم بين عامي 1908-1913. كان أيضا معلم في الفن في إحدى المدارس في برلين، ألمانيا، من عام 1913 إلى عام 1915. من عام 1916 حتي عام 1919 بدأ بعمل مصمم مطبوعات في مدينة ايسن في ألمانيا.

## وفاته
توفي في يوم 25 مارس 1976 في نيو هيفن (كونيتيكت) في الولايات المتحدة عن عمر يناهز 88 سنة.

## روابط خارجية
- جوزيف ألبرز على موقع الموسوعة البريطانية (الإنجليزية)
- جوزيف ألبرز على موقع مونزينجر (الألمانية)
- جوزيف ألبرز على موقع ميوزك برينز (الإنجليزية)
- جوزيف ألبرز على موقع إن إن دي بي (الإنجليزية)
- جوزيف ألبرز على موقع ديسكوغز (الإنجليزية)